# 平戸藩

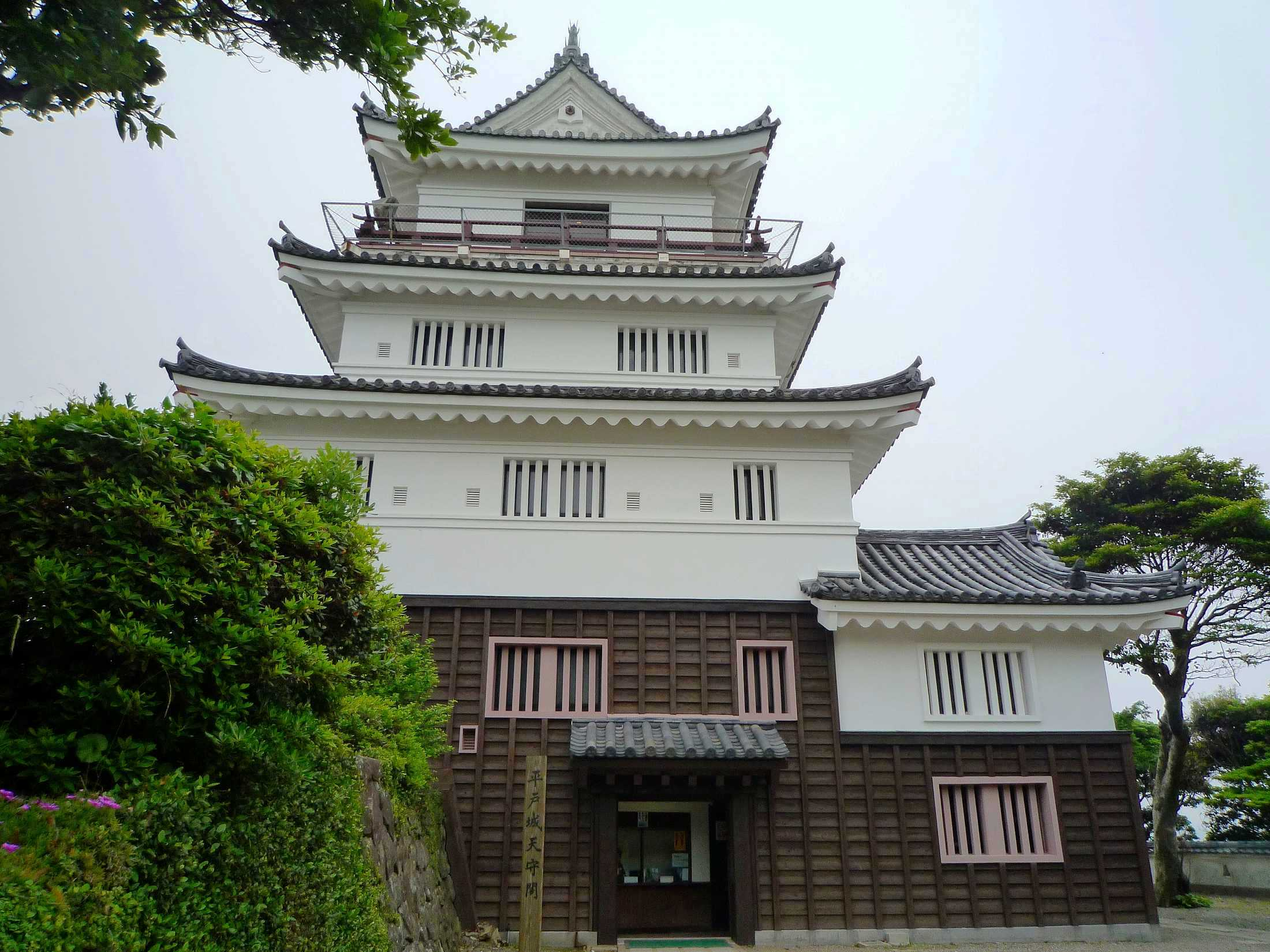
平戸城

平戸藩（ひらどはん）は、肥前国松浦郡と彼杵郡の一部、および壱岐国を領した藩。藩庁は平戸城（現在の長崎県平戸市）。

## 略史
現在の長崎県北部の豪族だった松浦党より台頭した松浦隆信は、肥前北部及び壱岐を征す戦国大名となった。その子の鎮信（法印）は天正15年（1587年）、豊臣秀吉の九州征伐の折、旧領である北松浦郡・壱岐を安堵された。続いて慶長5年（1600年）、関ヶ原の戦いで東軍に与した松浦氏は徳川家康より6万3千石の所領を安堵され、平戸藩が確立した。
4代重信（鎮信、天祥）は従弟の信貞に今福領1500石を分知した。重信の治世の寛永18年（1641年）、オランダ商館が平戸から長崎に移される。幕府は例外措置としてそれまで公儀御料の遠国奉行支配地にしか認められていなかった糸割符制度に平戸商人が参加することを許したものの、藩財政は大きな痛手を被ることとなった。以後は藩の内政を立て直すべく検地を行い、農・漁・商の振興を推進して藩財政の基礎を固めた。貞享4年（1687年）には家臣の給与制度を改革し、知行制から俸禄制へと切り替えた。
5代藩主棟は元禄2年（1689年）、弟の昌に1万石を分与し、平戸新田藩が立藩した。棟は外様大名でありながら奏者番兼寺社奉行に累進した。しかしこれに伴う出費と、宝永4年（1707年）の平戸城再建により藩財政は困窮するに至った。
9代清（静山）は平戸藩で最大となる「寛政の改革」を断行、国許・江戸の政治と財務の大幅な組織改革を行った。静山は全278巻に及ぶ随筆集『甲子夜話』を著したことで広く知られる。娘の愛子は明治天皇の祖母。
12代詮の時代に幕末を迎える。第二次長州征伐の後、藩論は倒幕に傾斜し、慶応4年（1868年）戊辰戦争勃発直後、官軍方への参加を明確にした。同時に軍制改革により洋式の銃部隊を編成し、奥州へと転戦した。
明治4年（1871年）、廃藩置県により藩領は平戸県となったのち、長崎県に編入された。藩主家は華族に列した。
明治17年（1884年）、松浦家は伯爵を叙爵された。

## 歴代藩主
松浦家
外様　63200石→61700石→51700石→61700石
| 代 | 氏名                     | 官位            | 在職期間                               | 享年 | 備考                                                                                          |
| -- | ------------------------ | --------------- | -------------------------------------- | ---- | --------------------------------------------------------------------------------------------- |
| 1  | 松浦鎮信 まつら しげのぶ | 従四位下 肥前守 | 天正15年 - 慶長5年頃 1587年 - 1600年頃 | 66   |                                                                                               |
| 2  | 松浦久信 まつら ひさのぶ | 従五位下 肥前守 | 慶長5年頃 - 慶長7年 1600年頃 - 1602年  | 32   | 父の鎮信から家督を継承した時期は判然としていない。                                            |
| 3  | 松浦隆信 まつら たかのぶ | 従五位下 肥前守 | 慶長7年 - 寛永14年 1602年 - 1637年     | 46   |                                                                                               |
| 4  | 松浦重信 まつら しげのぶ | 従五位下 肥前守 | 寛永14年 - 元禄2年 1637年 - 1689年     | 82   | 寛文4年（1664年）、分知により61700石に。 隠居の後に諱を曾祖父と同じ鎮信（しげのぶ）と改める。 |
| 5  | 松浦棟 まつら たかし     | 従五位下 壱岐守 | 元禄2年 - 正徳3年 1689年 - 1713年      | 68   | 元禄2年（1689年）、分知により51700石に。                                                      |
| 6  | 松浦篤信 まつら あつのぶ | 従五位下 肥前守 | 正徳3年 - 享保12年 1713年 - 1727年     | 74   | 前藩主の棟は異母兄。                                                                          |
| 7  | 松浦有信 まつら ありのぶ | 従五位下 壱岐守 | 享保12年 - 享保13年 1727年 - 1728年    | 19   |                                                                                               |
| 8  | 松浦誠信 まつら さねのぶ | 従五位下 肥前守 | 享保13年 - 安永4年 1728年 - 1775年     | 68   | 前藩主の有信は異母兄。                                                                        |
| 9  | 松浦清 まつら きよし     | 従五位下 壱岐守 | 安永4年 - 文化3年 1775年 - 1806年      | 82   | 前藩主の誠信は祖父。父の政信は早世。                                                          |
| 10 | 松浦熈 まつら ひろむ     | 従五位下 肥前守 | 文化3年 - 天保12年 1806年 - 1841年     | 77   |                                                                                               |
| 11 | 松浦曜 まつら てらす     | 従五位下 壱岐守 | 天保12年 - 安政5年 1841年 - 1858年     | 47   |                                                                                               |
| 12 | 松浦詮 まつら あきら     | 従五位下 肥前守 | 安政5年 - 明治4年 1849年 - 1871年      | 67   | 前藩主の曜は伯父。 明治3年（1870年）、支藩併合により61700石に。                               |

## 幕末の領地
1870年に編入された平戸新田藩の領地も含む。
- 肥前国
  - 松浦郡のうち - 47村
  - 彼杵郡のうち - 7村
- 壱岐国一円
  - 壱岐郡 - 11村
  - 石田郡 - 11村